# Eupithecia efferata
Eupithecia efferata es una especie de polilla de la familia Geometridae. La especie fue descrita por primera vez por Vladimir G. Mironov y Ulrich Ratzel, habiendo sido descrita en 2008, con distribución en la cordillera de las Himalayas de Pakistán y Cachemira y, probablemente, en ese mismo sector de China. La envergadura es de unos 18 milímetros (0,7 plg). Las alas anteriores son de color gris claro y las posteriores gris blanquecino. Se han registrado adultos volando de mayo a septiembre.